# Rolling coal

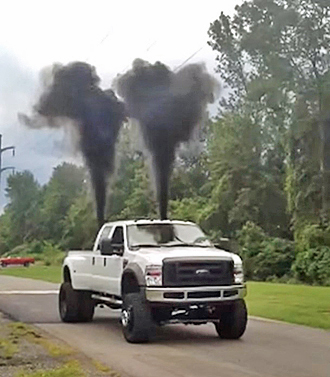
Une Ford F-450 pick-up faisant du coal rolling (émettant une épaisse fumée noire).

Rolling coal (forme verbale), ou coal rolling (forme nominale) désigne une pratique consistant à modifier un moteur diesel afin d'émettre une épaisse fumée noire polluant l'air environnant. Cette pratique peut aussi inclure le retrait intentionnel du filtre à particules. Aux États-Unis, de telles modifications sur un véhicule peuvent coûter entre 200 $ et 5 000 $,.

## Histoire
Le coal rolling est une forme de pollution atmosphérique faite pour le « plaisir » ou en guise de protestation. Certains de ces conducteurs peuvent intentionnellement faire du coal rolling en présence de véhicules hybrides ou de véhicules électriques dont les conducteurs sont motivés par la protection environnementale et l'écologie. Le coal rolling peut aussi être pratiqué en présence de voitures étrangères, de motos, de cyclistes, de manifestants, et de piétons,,,. Les pratiquants du coal rolling revendiquent la « liberté américaine » et « un moyen de manifester contre l'endémie écologiste,. »
Censée être une activité populaire, elle implique pourtant l'acquisition d'un kit électronique qui modifie la programmation électronique du moteur en accroissant l'admission de gasoil et tout en désactivant le filtre à particules fines. Un tel kit s'acquiert à plus de 1000$.
Des risques respiratoires sont associés au coal rolling. L'American Cancer Society fait une corrélation entre les fumées de moteur diesel et le cancer du poumon. La sécurité des usagers de la route est également mise en danger, la fumée noire empêchant toute visibilité et augmentant les risques d'accidents.

## Légalité
En juillet 2014, la United States Environmental Protection Agency interdit clairement ce type de pratique qui va à l'encontre du Clean Air Act.